# Prepona pseudomphale
Prepona pseudomphale är en fjärilsart som beskrevs av Le Moult 1932. Prepona pseudomphale ingår i släktet Prepona och familjen praktfjärilar. Inga underarter finns listade i Catalogue of Life.